# Historisk sociologi
Historisk sociologi är typ av sociologi vilken sysslar med komparativa studier gällande samhälleliga system i olika tidsepoker.
Max Weber var en inspirationskälla för sociologer intresserade av historisk sociologi under 1900-talet. Större figurer inom den historia sociologin har varit Shmuel Eisenstadt, Reinhard Bendix, Perry Anderson och Barrington Moore. År 1988 grundades Journal of Historical Sociology.